# 지서로
지서로(Jiseo-ro)는 전북특별자치도 부안군 변산면 변산교차로 에서 부안군 변산면 운산교차로 을 잇는 전북특별자치도의 도로이다.

## 주요 경유지
전북특별자치도
- 부안군 (변산면)

## 노선
| 이름        | 접속 노선                   | 소재지 | 소재지 | 비고 |
| ----------- | --------------------------- | ------ | ------ | ---- |
| 변산 교차로 | 국도 제30호선 (변산로)      | 부안군 | 변산면 |      |
| 지서삼거리  | 지방도 제736호선 (내변산로) | 부안군 | 변산면 |      |
| 지서교      |                             | 부안군 | 변산면 |      |
| 운산 교차로 | 국도 제30호선 (변산로)      | 부안군 | 변산면 |      |

## 주요 시설및 건물
- S-OIL 지동주유소 (지서로 23/지서리 452-1)
- 농협 변산농협 하나로마트 (지서로 68/지서리 380-8)